# (4190) Kvasnica
(4190) Kvasnica est un astéroïde de la ceinture principale.

## Description
(4190) Kvasnica est un astéroïde de la ceinture principale. Il fut découvert le 11 mai 1980 à l'observatoire Kleť par Ladislav Brožek. Il présente une orbite caractérisée par un demi-grand axe de 2,61 UA, une excentricité de 0,17 et une inclinaison de 13,0° par rapport à l'écliptique.

## Compléments